# Джон-Кеймен, Ханна
Ханна Доминик Э. Джон-Кеймен (англ. Hannah Dominique E. John-Kamen; 6 сентября 1989) — британская актриса. Она наиболее известна по ролям Датч в сериале «Киллджойс», Орнелы в шестом сезоне сериала «Игра престолов», Ф’Нале Зандор в фильме «Первому игроку приготовиться» и Призрака в фильме «Человек-муравей и Оса».

## Биография
Джон-Кеймен родилась в Анлаби, Восточном Йоркшире, в семье нигерийского судебного психолога и норвежской фотомодели. Она училась в начальной школе в Кирк-Элле и получила среднее образование в высшей школе Халла, а также обучалась в Национальном молодёжном театре в Лондоне. В 2012 году она окончила Центральную школу сценической речи и драмы.

## Карьера
Джон-Кеймен начала свою карьеру в 2011 году, когда она занялась озвучиванием для видеоигры «Dark Souls II». Затем она начала появляться в эпизодах телесериалов «Плохие» (2011), «Чёрное зеркало» (2011), «Уайтчепел» (2012), «Синдикат» (2012), «Полуночный зверь» (2012) и «Час» (2012).
В 2012 году Джон-Кеймен получила главную роль Вивы в «Виве навсегда», мюзикле Вест-Энда, основанного на песнях «Spice Girls». Премьера «Вивы навсегда», написанной Дженнифер Сондерс и поставленной Джуди Крэймер, состоялась 11 декабря 2012 года в Театре Пикадилли и получила в основном отрицательные отзывы. «Daily Mirror», однако, похвалило выступление Джон-Кеймен, отметив: «Обидно, что весь талантливый актёрский состав, особенно Виву Джон-Кеймен, подвели клишированный сюжет и тяжкие диалоги». Шоу в итоге было закрыто 29 июня 2013 года.
2015 год принёс Джон-Кеймен главную роль в сериале SyFy «Киллджойс». В 2016 году Джон-Кеймен позвали в качестве приглашённой звезды в сериал HBO «Игра престолов». В 2016 году она появилась в «Игровом тесте», эпизоде телесериала-антологии «Чёрное зеркало». В 2017 году было объявлено, что Кеймен получила роль в супергеройском фильме «Человек-муравей и Оса».

## Личная жизнь
Джон-Кеймен играет на фортепиано и занимается балетом, кабаре, джазовым танцем, сальсой и чечёткой.

## Фильмография

### Фильмы
| Год  | Название                         | Ориг. название                         | Роль                  | Примечания |
| ---- | -------------------------------- | -------------------------------------- | --------------------- | ---------- |
| 2015 | Ковчег                           | The Ark                                | Нахлаб                |            |
| 2015 | Звёздные войны: Пробуждение силы | Star Wars: The Force Awakens           | Офицер Первого Ордена |            |
| 2018 | Tomb Raider: Лара Крофт          | Tomb Raider                            | Софи                  |            |
| 2018 | Первому игроку приготовиться     | Ready Player One                       | Ф’Нале Зандор         |            |
| 2018 | Человек-муравей и Оса            | Ant-Man and the Wasp                   | Эйва Старр / Призрак  |            |
| 2021 | Спецслужба: Сигнал тревоги       | SAS: Red Notice                        | Софи                  |            |
| 2021 | Обитель зла: Раккун-Сити         | Resident Evil: Welcome to Raccoon City | Джилл Валентайн       |            |
| 2023 | Незваные                         | Unwelcome                              | Майя                  |            |
| 2025 | Громовержцы*                     | Thunderbolts*                          | Эйва Старр / Призрак  |            |
| 2026 | Мстители: Судный день            | Avengers: Doomsday                     | Эйва Старр / Призрак  |            |
| 2027 | Мстители: Секретные войны        | Avengers: Secret Wars                  | Эйва Старр / Призрак  |            |

### Телевидение
| Год       | Название                             | Ориг. название                      | Роль                          | Примечания                                      |
| --------- | ------------------------------------ | ----------------------------------- | ----------------------------- | ----------------------------------------------- |
| 2011      | Плохие                               | Misfits                             | Карли                         | Эпизод #3.6                                     |
| 2011      | Чёрное зеркало                       | Black Mirror                        | Сельма Телс                   | Эпизод: «15 миллионов заслуг»                   |
| 2012      | Уайтчепел                            | Whitechapel                         | Рокси                         | 2 эпизода                                       |
| 2012      | Синдикат                             | The Syndicate                       | молодая продавщица в магазине | Эпизод #1.2                                     |
| 2012      | Час                                  | The Hour                            | Роза Мария Рамирес            | 3 эпизода                                       |
| 2014      | Смерть в раю                         | Death in Paradise                   | Ясмин Блэйк                   | Сезон 3; Эпизод 6                               |
| 2014      | Счастливая долина                    | Happy Valley                        | Жюстин                        |                                                 |
| 2015      | Огурец                               | Cucumber                            | Вайолет                       |                                                 |
| 2015      | Банан                                | Banana                              | Вайолет                       |                                                 |
| 2015—2019 | Киллджойс                            | Killjoys                            | Датч                          | Главная роль                                    |
| 2016      | Туннель                              | The Tunnel                          | Роза Персо                    | 5 эпизодов                                      |
| 2016      | Игра престолов                       | Game of Thrones                     | Орнела                        | Эпизоды: «Клятвопреступник», «Книга Неведомого» |
| 2016      | Чёрное зеркало                       | Black Mirror                        | Соня                          | Эпизод: «Игровой тест»                          |
| 2019      | Тёмный кристалл: Эпоха сопротивления | The Dark Crystal: Age of Resistance | Найя                          |                                                 |
| 2020      | Незнакомка                           | The Stranger                        | Незнакомка                    | Главная роль                                    |
| 2020      | Дивный новый мир                     | Brave New World                     | Вильгельмина Уотсон           |                                                 |

### Театр
| Год  | Название      | Ориг. название | Роль | Театр           | Примечания                        |
| ---- | ------------- | -------------- | ---- | --------------- | --------------------------------- |
| 2012 | Вива навсегда | Viva Forever   | Вива | Театр Пикадилли | С 11 декабря 2012 по 29 июня 2013 |

### Видеоигры
| Год  | Название      | Ориг. название | Роль                     | Примечания  |
| ---- | ------------- | -------------- | ------------------------ | ----------- |
| 2011 | Dark Souls    | Dark Souls     | Сиаран Клинок Повелителя | озвучивание |
| 2014 | Dark Souls II | Dark Souls II  | Милая Шалкуар            | озвучивание |